# Medulla oblungata
La  medulla oblungata  è una parte molto vascolarizzata che si trova al centro dell'ovaio.